# 寿福寺 (練馬区)
寿福寺（じゅふくじ）は、東京都練馬区春日町三丁目に所在する真言宗豊山派の寺院。本山は、長谷寺。

## 沿革
開山年は不詳だが、『新編武蔵風土記稿』によれば、1659年（万治2年）以前からあったとされる。ただし、過去帳からは、愛染院の隠居寺であったとも読める。
本堂は、1893年（明治26年）4月5日夜に焼失し、1910年（明治43年）に再建したもの。

## 文化財
- 河野鎮平筆子碑（練馬区登録史跡（2003年（平成15年）2月17日登録）） - 天保年間（1830年-1844年）に上練馬村に寺子屋を開いていた河野鎮平の筆子碑[3]。裏面には天保6年（1835年）3月3日没と刻まれている[4]。

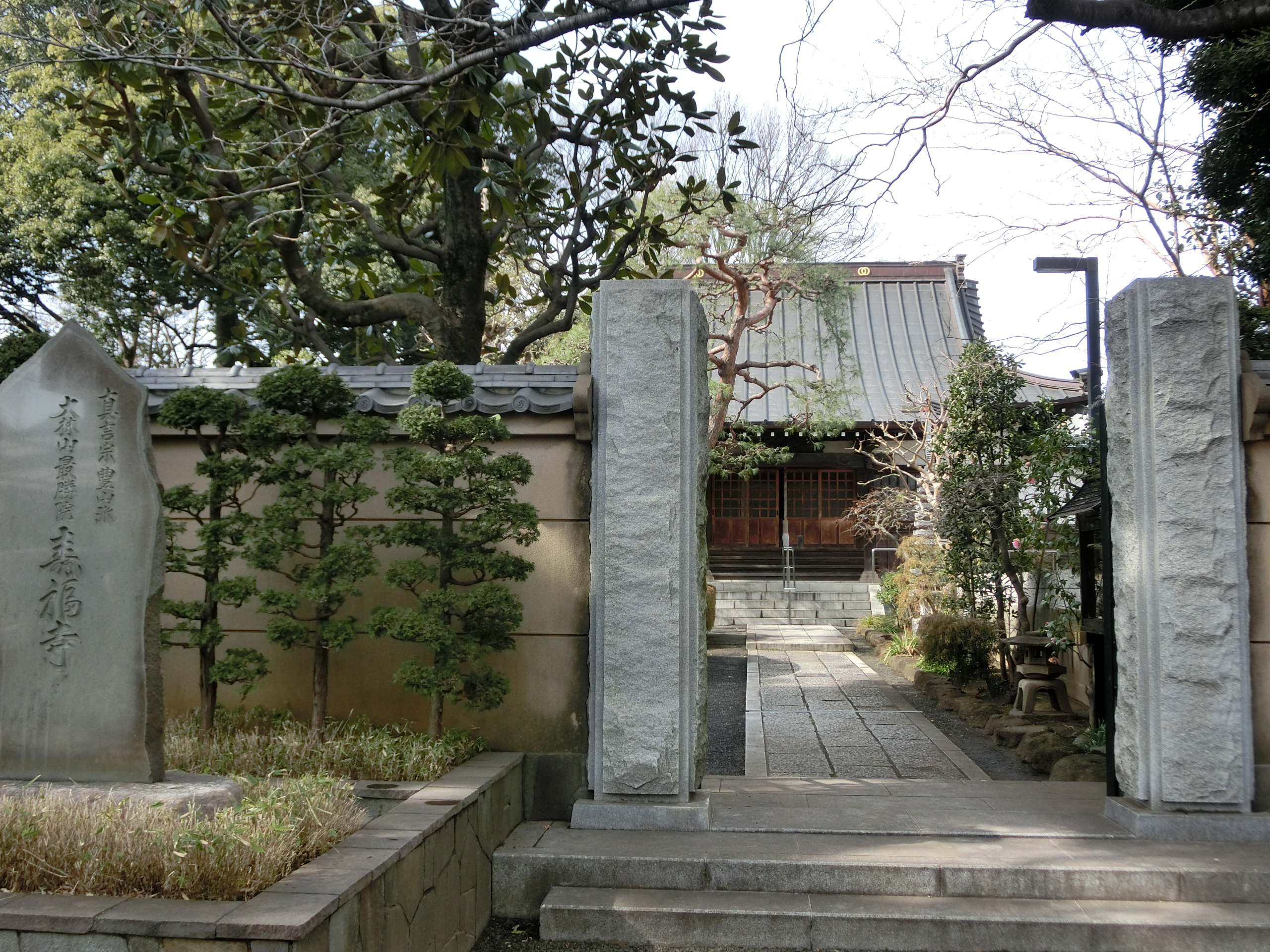
2019年撮影

## アクセス
- 都営地下鉄大江戸線　練馬春日町駅から徒歩10分[3]